# Gorazd Zajc
Gorazd Zajc, slovenski nogometaš, * 28. december 1987, Maribor.
Zajc je nekdanji profesionalni nogometaš, ki je igral na položaju napadalca. V svoji karieri je igral za slovenske klube Maribor, Rudar Velenje, Drava Ptuj, Celje, Dogoše in Aluminij, italijansko Sieno in avstrijski UFC Fehring. Skupno je v prvi slovenski ligi odigral 144 tekem in dosegel 20 golov. Z Mariborom je v sezoni 2008/09 osvojil naslov slovenskega državnega prvaka. Bil je tudi član slovenske reprezentance do 17, 20 in 21 let ter reprezentance B.